# 院洞駅
院洞駅（ウォンドンえき）は、大韓民国慶尚南道梁山市院洞面院里にある、韓国鉄道公社（KORAIL）京釜線の駅。

## 駅構造
島式ホーム2面3線を有する地上駅。各ホームと駅舎は跨線橋で結ばれている。

### のりば
| 1・2 | 京釜線（下り） | 釜山・釜田方面   |
| 3    | 京釜線（上り） | ソウル・順天方面 |

## 駅周辺
- 院洞面事務所
- 院洞初等学校
- 梁山院洞郵便局
- 院洞治安センター
- 洛東江
- 院洞川

## 歴史
- 1905年1月1日：当時簡易駅で営業開始[1][2]。
- 1906年8月15日：普通駅に昇格。
- 1988年1月10日：駅舎改築。
- 1994年1月1日：貨物運用中止。
- 1996年9月1日：小貨物取り扱い中止。

## 隣の駅
韓国鉄道公社　
京釜線　
ITX-セマウル　
通過　
ムグンファ号　
三浪津駅 ‐ 院洞駅 - 勿禁駅　